# Deportes La Serena
Der Club de Deportes La Serena ist ein chilenischer Fußballverein aus La Serena. Der Verein wurde 1955 gegründet und trägt seine Heimspiele im Estadio La Portada aus, das Platz bietet für 18.500 Zuschauer. Deportes La Serena, das bisher noch nie chilenischer Fußballmeister wurde, spielt derzeit in der Primera B, der zweithöchsten Spielklasse in Chile.

## Geschichte
Der Verein Club de Deportes La Serena S.A.D.P. wurde am 9. Dezember 1955 in La Serena, einer Stadt im so genannten Kleinen Norden Chiles mit heutzutage ungefähr 200.000 Einwohnern, gegründet. Er ging hervor aus einem Zusammenschluss einiger regionaler Vereine, die der Stadt La Serena bereits zu drei Amateurmeisterschaften verholfen hatten. Deportes La Serena selbst erlebte wie so oft im chilenischen Fußball jener Tage einen schnellen und steilen Aufstieg, der den Klub nur drei Jahre nach der Gründung erstmals in die Primera División, die höchste Spielklasse des chilenischen Fußballs, führte. Dort hielt man sich allerdings nur zwei Jahre und musste nach Ende der Spielzeit 1959 wieder den Gang in die Zweitklassigkeit antreten. Im gleichen Jahr drang der Klub zum ersten Mal ins Endspiel um die Copa Chile vor, unterlag dort aber mit 1:5 gegen die Santiago Wanderers. Ein Jahr darauf gelang das gleiche Kunststück noch einmal. Erneut stand Deportes La Serena im Endspiel um den chilenischen Landespokal, der Gegner war der gleiche wie im Jahr zuvor. Genau andersherum lief dann aber das Match, das Deportes La Serena am Ende mit 4:1 für sich entscheiden und einhergehend damit den ersten Titel der Vereinsgeschichte erringen konnte.
Mit den Sechzigerjahren begann auch eine ausgesprochen erfolgreiche Phase in der Vereinshistorie von Deportes La Serena. Nach dem Wiederaufstieg in die Primera División 1961 konnte man sich in der Folge fünfzehn Jahre bis 1976 auf dem höchsten Level des chilenischen Klubfußballs halten. Speziell in den Jahren direkt nach dem Aufstieg landete man überraschend gute Platzierungen, nacheinander stehen ein vierter und ein dritter Platz zu Buche. Mit der Zeit ging es aber mehr und mehr ins Mittelmaß, ehe 1976 dann der Abstieg erfolgte. Von diesem Einschnitt erholte sich der Verein nicht so schnell, man verlebte in der Folge lange Jahre der Zweitklassigkeit, unterbrochen nur durch gelegentliche Intermezzi in der Primera División. So spielte Deportes La Serena von 1981 bis 1982 sowie 1984 jeweils nur kurz erstklassig.
Ab 1988 ging es dann wieder bergauf. Nach dem Aufstieg in die Primera División 1987 – man hatte sich durch einen Finalsieg gegen Deportes Valdivia zum zweiten Mal den Titel des Zweitligameisters gesichert – hielt sich Deportes La Serena acht Jahre lang bis einschließlich 1995 in der ersten Liga. 1995 stieg der Klub dann wieder ab, hinzu kamen noch erhebliche finanzielle Probleme. Als Erster der Primera División B mit sieben Zählern Vorsprung auf Deportes Puerto Montt kehrte man aber nach nur einem Jahr Abstinenz wieder in die höchste Spielklasse zurück, in der man sich drei Jahre bis 1999 halten konnte. Danach folgte erneut eine Phase der Zweitklassigkeit, die von 2000 bis 2003 in vier Spielzeiten geschah. 2003 stieg man als Zweiter der Primera División B hinter Everton de Viña del Mar wieder in die Primera División auf, in der man sich seitdem etabliert hatte. Es gelang sogar zweimal die Teilnahme an den Playoff-Spielen um die Meisterschaft, Deportes La Serena wurde jedoch sowohl in der Clausura 2005 als auch im gleichen Wettbewerb 2009 am Rekordmeister CSD Colo-Colo scheiterte. In der Clausura 2012 spielte man dann aber eine ganz schwache Saison, an deren Ende zusammen mit Unión San Felipe der Abstieg hingenommen werden musste. Und auch in der zweiten Liga setzte sich die Misere fort, so dass sie einige Jahre in der zweiten Spielklasse verweilten. Erst 2019 gelang La Serena die Vizemeisterschaft hinter dem direkten Aufsteiger Santiago Wanderers. Damit nahm der Verein am Finalspiel gegen Deportes Temuco um den Aufstieg teil, das La Serena mit 4:3 nach Elfmeterschießen für sich entscheiden konnte und somit wieder in die Primera División aufstieg.

## Erfolge
- Chilenischer Pokalsieg: 1× (1960)

- Primera B: 3× (1957, 1987, 1996)

## Bekannte Spieler
- Sergio Ahumada, chilenischer WM-Teilnehmer von 1974 und Finalteilnehmer in der Copa Libertadores mit Colo-Colo und Unión Española, begann seine Laufbahn von 1966 bis 1969 in La Serena
- Marcelo Díaz, derzeitiger Nationalspieler Chiles und aktiv beim Schweizer Erstligisten FC Basel, 2010 für ein Jahr von Universidad de Chile an Deportes La Serena ausgeliehen
- Juan Carlos Letelier, Teil der erfolgreichen Mannschaft von Cobreloa La Calama Anfang der Achtzigerjahre, spielte in zwei Perioden einmal von 1988 bis 1989 und zum zweiten 1995 bei Deportes La Serena
- Ermindo Onega, sehr erfolgreicher Torjäger von River Plate Buenos Aires, spielte nach seinem Wechsel zu Deportes La Serena 1975 drei Jahre lang für den Verein und beendete nach dieser Zeit seine Karriere
- Franklin Lobos Ramírez, einer der verschütteten Bergleute beim Grubenunglück von San José 2010, spielte in seiner Laufbahn für diverse chilenische Klubs, so auch in einer Periode für Deportes La Serena
- Roberto Eduardo Sosa, Vereinslegende von Nacional Montevideo und zweifacher WM-Teilnehmer mit der uruguayischen Nationalmannschaft, 1970 als letzte Station bei Deportes La Serena
- Ricardo Rojas Trujillo, 45-facher chilenischer Internationaler zwischen 1994 und 2006, lange Zeit für Club América in Mexiko sowie Universidad de Chile aktiv gewesen, 1992 bis 1994 Karrierebeginn in La Serena
- Carlos Villanueva, gegenwärtiger chilenischer Nationalspieler, begann mit dem Fußballspielen bei Deportes La Serena und spielte danach Audax Italiano und die Blackburn Rovers, derzeit bei Al Shabab
- Óscar Wirth, Torhüter des berühmten Teams von CD Cobreloa, später unter anderem bei Universidad de Chile und Rot-Weiß Oberhausen unter Vertrag sowie WM-Teilnehmer 1982, 1988 bis 1989 in La Serena